# Сан Доначи
Сан До̀начи (на италиански: San Donaci) е градче и община в Южна Италия, провинция Бриндизи, регион Пулия. Разположено е на 42 m надморска височина. Населението на общината е 6799 души (към 2012 г.).